# Firangi

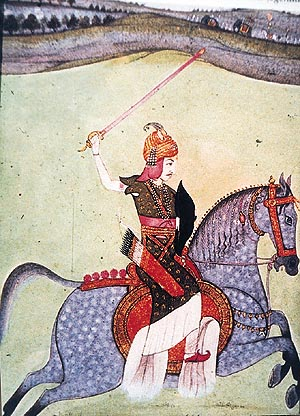
Il generale Baji Rao I a cavallo armato di una spada firangi.

La spada Firangi (IPA/fɛˈrɪŋɡi/) derivata il suo nome dal vocabole della Lingua araba che indica i "Franchi", cioè gli occidentali. Si tratta di un tipo di spada utilizzata in India, costituita da una lama di fattura occidentale, o imitante le lame di fattura occidentale, montata su di un'elsa indiana.

Questo tipo di armi si diffuse nel sub-continente indiano dopo l'arrivo dei Portoghesi.